# Павловский, Вячеслав Альфредович
Вячесла́в Альфре́дович Павло́вский (род. 30 августа 1956) — российский дипломат. Чрезвычайный и полномочный посол (2008).

## Биография
В 1978 году окончил Московский государственный институт международных отношений. Владеет английским, индонезийским и испанским языками.
- В 1996—1997 годах — заместитель директора Правового департамента МИД России.
- В 1997—1999 годах — заместитель директора Департамента консульской службы МИД России.
- В 1999—2001 годах — заместитель директора Департамента государственного протокола МИД России.
- В 2001—2004 годах — генеральный консул Российской Федерации в Нью-Йорке, США.
- В 2004—2009 годах — директор Консульского департамента МИД России.
- С января по декабрь 2009 года — начальник Главного управления по делам обслуживания дипломатического корпуса (ГлавУпДК) МИД России.
- С 20 июля 2010 по 5 мая 2016 года — чрезвычайный и полномочный посол Российской Федерации в Королевстве Норвегия[1][2].
- С мая 2016 года — заместитель генерального директора ОАО «РЖД». Курирует международные проекты.

## Дипломатический ранг
- Чрезвычайный и полномочный посланник 2 класса (8 июля 2004)[3]
- Чрезвычайный и полномочный посланник 1 класса (28 июня 2006)[4]
- Чрезвычайный и полномочный посол (24 октября 2008)[5]

## Награды и премии
- Медаль «За заслуги в увековечении памяти погибших защитников Отечества» (Минобороны)
- Медаль ордена «За заслуги перед Отечеством» I степени (25 августа 2008)[6]